# 小山季絵
小山 季絵（こやま きえ、1988年10月13日 - ）は、埼玉県出身の元女子サッカー選手。ポジションはミッドフィールダー。

## 来歴

### クラブ
日ノ本学園高校、早稲田大学でプレー。早稲田大学では主将も務め、全日本大学女子サッカー選手権大会では2009年、2010年に連覇した。
大学卒業後の2011年にはTEPCOマリーゼに加入したが、福島第一原子力発電所事故の影響で休部となったため、試合でプレーすることなく、2012年に新しく創設されたベガルタ仙台レディースに移籍。
ベガルタでは3シーズン在籍し、28試合に出場、9得点を決めた。2014年の終わりに引退した。

### 代表
早稲田大学に所属していた2008年10月、11月にチリで行われるU-20女子ワールドカップに臨むU-20日本代表に選出された。準々決勝を含む3試合に出場し、グループステージのドイツ戦では先制点も決めた。
また、2009年夏季ユニバーシアードの日本代表に選出された。全6試合に出場し、グループステージのハンガリー戦では得点も決めた。

## 代表歴
- U-20日本代表
  - 2008 FIFA U-20女子ワールドカップ; ベスト8（3試合出場）
- ユニバーシアード日本代表
  - 2009年夏季ユニバーシアード; 準優勝（6試合出場1得点）